# Enquête préliminaire (droit canadien)
En droit pénal canadien, l'enquête préliminaire est une étape de la procédure pénale avant le procès qui sert à vérifier la preuve de la Couronne, chercher des éléments nouveaux, tel que vérifier s'il y avait des caméras de surveillance,.

## Limites à l'accès
Par le projet de loi C-75, entré en vigueur le 21 septembre 2019, le législateur a limité l'accès à l'enquête préliminaire aux cas où l'accusé fait face à une peine d'emprisonnement de 14 ans dans le but de réduire les délais avant procès du système pénal et pour faciliter la conformité des procédures pénales aux exigences de célérité de l'arrêt Jordan. 

## Règles
Les règles relatives à l'enquête préliminaire sont aux articles 535 et suivants du Code criminel.